# جبريل هاردمان
جبريل هاردمان (بالإنجليزية: Gabriel Hardeman)‏ هو كاتب أغاني أمريكي، ولد في 13 ديسمبر 1943 في أتلانتا في الولايات المتحدة، وتوفي في 23 يونيو 2012 في فيلادلفيا في الولايات المتحدة.

## وصلات خارجية
- جبريل هاردمان على موقع IMDb (الإنجليزية)
- جبريل هاردمان على موقع ميوزك برينز (الإنجليزية)
- جبريل هاردمان على موقع ديسكوغز (الإنجليزية)